# Martyna Swatowska-Wenglarczyk
Martyna Swatowska-Wenglarczyk, née Swatowska le 8 juillet 1994, est une escrimeuse polonaise pratiquant l'épée.

## Carrière
Elle est classée 60e mondiale, avec pour meilleur résultat une sixième place en Coupe du monde, lorsqu'elle fait une première apparition sur un podium international, en gagnant une médaille de bronze lors des championnats d'Europe 2022. Elle y réalise des performances supérieures à son classement, éliminant des adversaires mieux classées telles qu'Alberta Santuccio, Federica Isola et Erika Kirpu, mais échouant en demi-finale contre la révélation Vlada Kharkova (66e mondiale).
Aux championnats du monde 2023, Swatowska tient le rôle d'ultime relayeuse de son équipe. Après des victoires assez tranquilles contre les équipes de Géorgie, d'Égypte et d'Israël, les Polonaises relèvent en demi-finale le défi des tenantes du titre, no unes mondiales Sud-Coréennes. Elle part avec une touche d'avance contre Song Se-ra dans le dernier relais et, grâce à un match nul (9 touches partout), parvient à conserver cette avance minime pour qualifier son équipe en finale contre le pays hôte, l'Italie. En fin de cette dernière rencontre, elle est lancée avec deux touches de retard contre la finisseuse italienne (23-25), mais bat Rossella Fiamingo par 9 touches à 3 et offre la médaille d'or à son équipe, métal d'une couleur que la Pologne n'avait plus connu depuis 2007. C'est le premier titre mondial collectif pour les Polonaises à l'épée.
Swatowska a pris la place de finisseuse du relais polonais lors de la pause maternité d'Ewa Trzebińska, et l'a conservée après le retour de cette dernière, un choix payant de l'entraîneur national Bartłomiej Język, malgré l'élimination dès les qualifications de l'épreuve individuelle de sa tireuse.

## Palmarès
- Jeux olympiques
  -  Médaille de bronze par équipes aux Jeux olympiques de 2024 à Paris

- Championnats du monde d'escrime
  -  Médaille d'or par équipes aux championnats du monde 2023 à Milan
  -  Médaille de bronze par équipes aux championnats du monde 2022 au Caire

- Championnats d'Europe d'escrime
  -  Médaille de bronze aux championnats d'Europe 2022 à Antalya

- Jeux olympiques de la jeunesse
  -  Médaille d'argent par équipe mixte aux Jeux olympiques de la jeunesse de 2010 à Singapour
  -  Médaille de bronze aux Jeux olympiques de la jeunesse de 2010 à Singapour

- Universiade
  -  Médaille de bronze par équipes à l'Universiade d'été de 2017 à Taipei
  -  Médaille de bronze par équipes à l'Universiade d'été de 2019 à Naples

## Classement en fin de saison
| Année | 2012 | 2013 | 2014 | 2015 | 2016 | 2017 | 2018 | 2019 | 2020 | 2021 | 2022 | 2023 |
| ----- | ---- | ---- | ---- | ---- | ---- | ---- | ---- | ---- | ---- | ---- | ---- | ---- |
| Rang  | 263  | 235  | 443  | 326  | 276  | 113  | 198  | 141  | 65   | 64   | 23   | 51   |